# Szulborze Wielkie (gemeente)
De gemeente Szulborze Wielkie is een landgemeente in het Poolse woiwodschap Mazovië, in powiat Ostrowski (Mazovië).
De zetel van de gemeente is in Szulborze Wielkie.
Op 30 juni 2004 telde de gemeente 1868 inwoners.

## Oppervlakte gegevens
In 2002 bedroeg de totale oppervlakte van gemeente Szulborze Wielkie 46,71 km², waarvan:
- agrarisch gebied: 74%
- bossen: 20%

De gemeente beslaat 3,81% van de totale oppervlakte van de powiat.

## Demografie
Stand op 30 juni 2004:
| Omschrijving                   | Totaal | Totaal | Vrouwen | Vrouwen | Mannen | Mannen |
| ------------------------------ | ------ | ------ | ------- | ------- | ------ | ------ |
| eenheid                        | aantal | %      | aantal  | %       | aantal | %      |
| inwoners                       | 1868   | 100    | 932     | 49,9    | 936    | 50,1   |
| bevolkingsdichtheid (inw./km²) | 40     | 40     | 20      | 20      | 20     | 20     |

In 2002 bedroeg het gemiddelde inkomen per inwoner 1319,29 zł.

## Administratieve plaatsen (sołectwo)
Brulino-Lipskie, Godlewo-Gudosze, Gostkowo, Grędzice, Helenowo, Janczewo-Sukmanki, Janczewo Wielkie, Leśniewo, Mianówek, Słup, Słup-Kolonia, Smolewo-Parcele, Smolewo-Wieś, Szulborze Wielkie, Świerże-Leśniewek, Uścianek-Dębianka, Zakrzewo-Zalesie

## Overige plaatsen
Grabniak, Gumowo-Dobki, Szulborze-Koty.

## Aangrenzende gemeenten
Andrzejewo, Czyżew-Osada, Nur, Zaręby Kościelne